# Rouvres (Eure y Loir)
 Rouvres  es una población y comuna francesa, en la región de  Centro, departamento de Eure y Loir, en el distrito de Dreux y cantón de Anet.

## Demografía
| 363 | 400 | 450 | 604 | 666 | 775 |
| Para los censos de 1962 a 1999 la población legal corresponde a la población sin duplicidades (Fuente: INSEE [Consultar]) |     |     |     |     |     |